# Estrutura cristalina

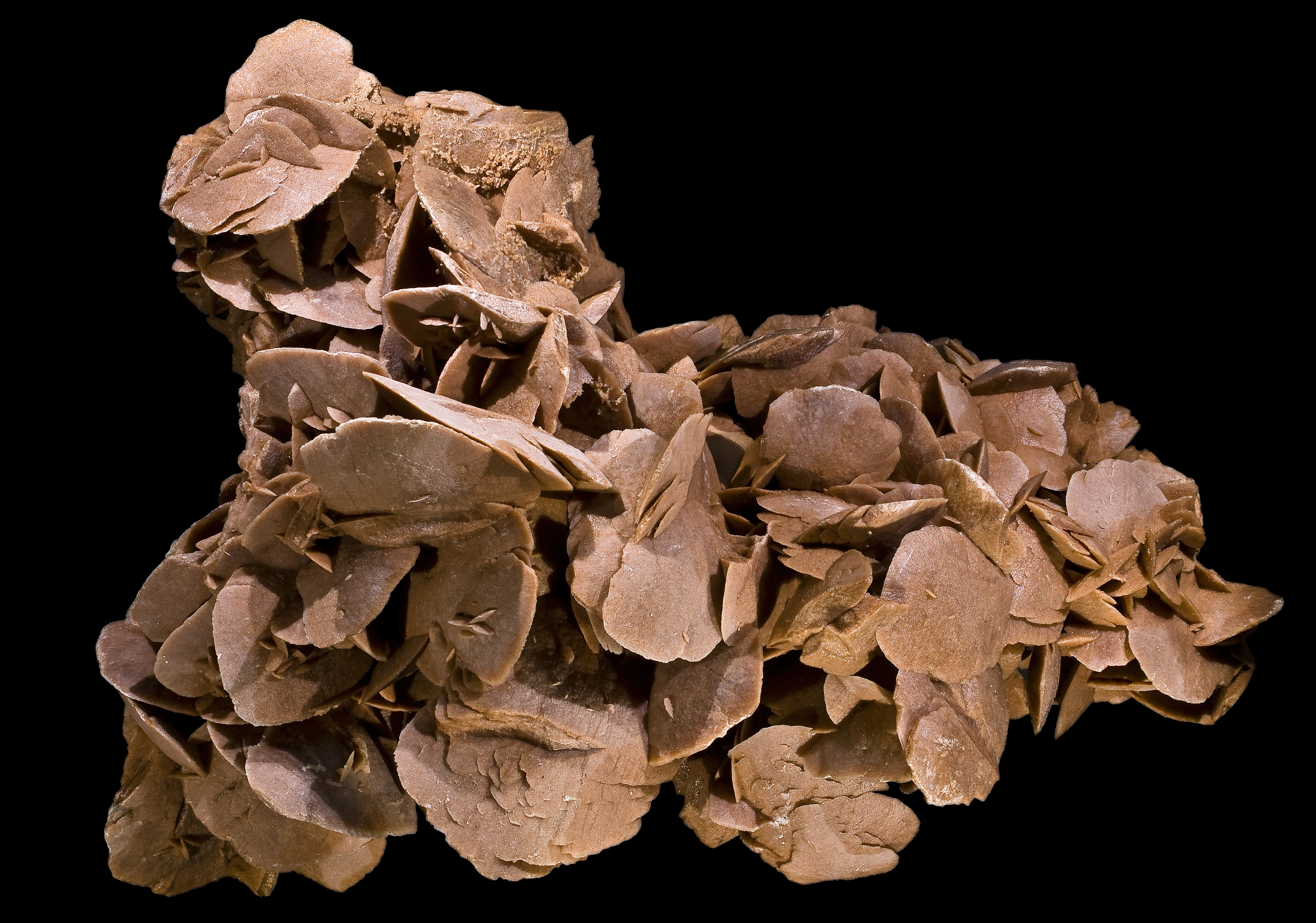
Cristal complexo de gipsita (rosa do deserto)

A estrutura cristalina de um sólido é a designação dada ao conjunto de propriedades que resultam da forma como estão espacialmente ordenados os átomos ou moléculas que o constituem. Note-se que apenas os sólidos cristalinos exibem esta característica, já que ela é o resultado macroscópico da existência subjacente de uma estrutura ordenada ao nível atômico, replicada no espaço ao longo de distâncias significativas face à dimensão atómica ou molecular, o que é exclusivo dos cristais.

## Prevalência da estrutura cristalina

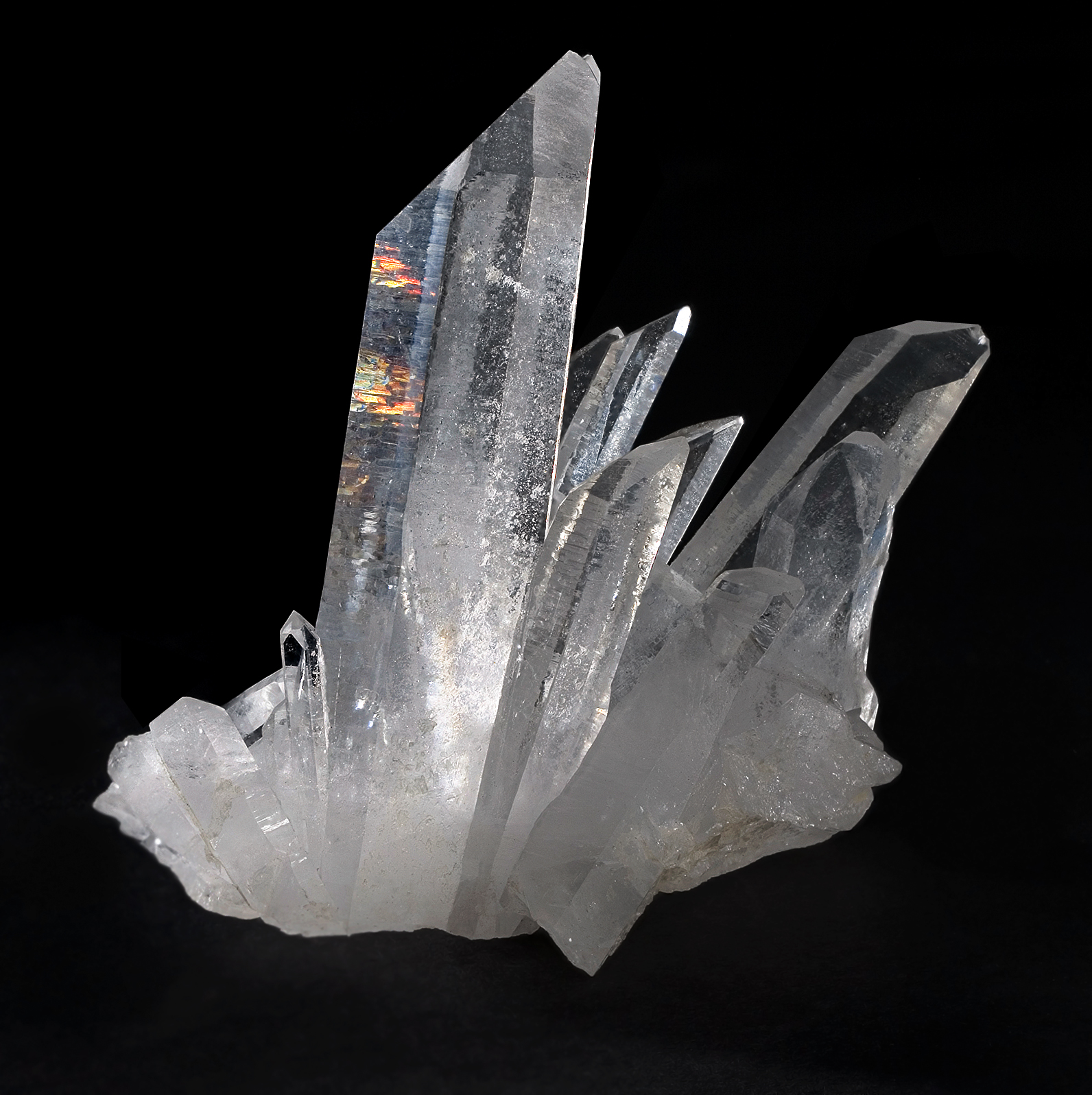
Uma estrutura cristalina, Quartzo

Dado que, de maneira geral, a matéria sólida, se apresenta sob dois estados fundamentais de ordenação: o amorfo e o cristalino, apenas os sólidos que tenham uma estrutura interna ordenada apresentem estrutura cristalina.
Contudo esta definição pode ser enganadora, já que são comuns substâncias parcialmente cristalinas, isto é, compostas por porções cristalinas embebidas em material amorfo (é o caso da maioria das rochas). Também materiais aparentemente amorfos podem ser cristalinos, como é o caso da areia de quartzo (que é constituída por uma miríade de pequenos cristais) ou das argilas (que aparentam ser amorfas mas são constituídas por cristais microscópicos).

## Sistemas cristalinos

Célula unitária de um cristal de sal (NaCl). Note-se a ordenação dos átomos.

A existência da estrutura cristalina resulta dos sólidos cristalinos serem construídos a partir da repetição no espaço de uma estrutura elementar paralelepipédica denominada célula unitária (ver figura à direita). 
A forma e tamanho da célula unitária de cada cristal depende das dimensões, valência química e estado de ionização dos átomos ou moléculas que o compõem e das condições em que o cristal se formou. A mesma substância, sob condições de pressão e temperatura distintas, pode formar cristais com células unitárias totalmente diversas. Um exemplo clássico é o Carbono, o qual pode, dependendo das condições, cristalizar sob centenas de formas, indo desde o diamante à grafite, passando pelos fulerenos e pelas inúmeras variantes da fibra de carbono. Também as substâncias orgânicas, dos açúcares às proteínas e ao DNA, cristalizam em formas extremamente complexas em resultado do seu elevado peso molecular e complexidade estrutural.
Apesar da sua enorme diversidade, os cristais, dependendo da composição e condições de formação, assumem formas regulares e hoje facilmente dedutíveis em função das características atómicas e moleculares dos seus constituintes. Tal permite a sua fácil classificação em função de um número reduzido de parâmetros, conhecidos por parâmetros de rede.
A partir desses parâmetros é possível determinar o paralelepípedo que constitui a menor subdivisão de uma rede cristalina que conserve as características gerais de todo o retículo, de modo que por simples multiplicação da mesma, se possa reconstruir o sólido cristalino completo. Esses paralelepípedos são em geral designados por células unitárias.
A partir das células unitárias, e levando em conta os eixos de simetria e a posição do centro geométrico de cada elemento do cristal, é possível descrever qualquer cristal com base em diagramas designados por redes de Bravais, nome que homenageia Auguste Bravais (1811-1863), um dos pioneiros do seu estudo.
Na figura à direita apresenta-se o diagrama explicativo da forma como cada célula unitária determina a estrutura do cristal. Na realidade, cada cristal é constituído pela repetição de milhões de milhões de células unitárias semelhantes, agrupadas de forma regular, que, funcionado como autênticos blocos construtivos do cristal, acabam por determinar a sua macroestrutura.
Nos cristais naturais, múltiplas células unitárias são substituídas por impurezas, dando a cada cristal características distintas de forma e cor. Estas impurezas têm uma importância fundamental na determinação das características dos cristais naturais, em particular dos minerais, determinando as propriedades eléctricas e ópticas, a temperatura de fusão e a reactividade química.

### Sistemas de cristalização
Em função dos parâmetros de rede, isto é, do comprimento dos lados e dos eixos do paralelepípedo elementar da célula unitária, e dos ângulos que as suas faces formam entre si, podem identificar-se sistemas de cristalização, ou sistemas cristalinos básicos. Neste contexto, um sistema de cristalização é o grupo pontual da malha cristalina, isto é o conjunto de simetrias de rotação e reflecção permitidas ao manter fixo um ponto da malha (ignorando os átomos ou moléculas contidos em cada célula unitária).
A análise geométrica dos sistemas de cristalização permite concluir que existem sete sistemas distintos (veja a tabela abaixo), embora dentro de alguns deles seja possível distinguir subcategorias em função dos centros de simetria. A designação dos eixos e dos ângulos entre os eixos é a que resulta do diagrama que acompanha a tabela.
| Sistema de cristalização | Eixos         | Ângulos entre os eixos  |
| Cúbico                   | a = b = c     | α = β = γ = 90º         |
| Tetragonal               | a = b ≠ c     | α = β = γ = 90º         |
| Ortorrômbico             | a ≠ b ≠ c ≠ a | α = β = γ = 90º         |
| Hexagonal                | a = b ≠ c     | α = β = 90º; γ = 120º   |
| Romboédrico ou Trigonal  | a = b = c     | α = β = γ ≠ 90º         |
| Monoclínico              | a ≠ b ≠ c ≠ a | α = γ = 90º; β ≠ 90º    |
| Triclínico               | a ≠ b ≠ c ≠ a | α ≠ β ≠ γ (todos ≠ 90º) |

Da combinação dos eixos e ângulos resultam os seguintes sete sistemas básicos de cristalização:
- Cúbico, ou isométrico — fornece quatro eixos ternários de rotação, o que permite um grande número de grupos espaciais (36). Produz estruturas simples e lineares e é aquele em que, para além de todos os cristais possuírem quatro eixos ternários de simetria, os eixos cristalográficos possuem comprimentos iguais e são perpendiculares entre si.

- Tetragonal — permite um eixo quaternário de rotação e 68 grupos espaciais (o maior número possível em qualquer sistema). Todos os cristais deste sistema têm a característica de possuírem, para além de um eixo quaternário de simetria, três eixos cristalográficos perpendiculares entre si, sendo os dois horizontais de igual comprimento e o vertical de comprimento diferente.

- Ortorrômbico — requer três eixos binários de rotação ou um eixo de rotação binário e dois planos de imagem reflexa. Permite 59 grupos espaciais. Produz estruturas de grande complexidade tendo como característica comum a todos os cristais deste sistema o apresentarem, ao menos, um eixo binário de simetria. Possuem três eixos cristalográficos perpendiculares entre si, todos com comprimentos diferentes.

- Hexagonal — permite um eixo de rotação senário (eixo de ordem seis) e 27 grupos espaciais, mas é considerado por vezes como mera variante do sistema trigonal (por duplicação). Neste sistema todos os cristais possuem ou um eixo ternário de simetria, ou um eixo senário de simetria. Possuem quatro eixos cristalográficos, dos quais três são horizontais, com comprimentos iguais e cruzando-se em ângulos de 120°, e o quarto é o vertical, com comprimento diferente dos demais.

- Romboédrico, ou trigonal — requer um eixo ternário de rotação, permitindo 25 grupos espaciais.
- Monoclínico — requer um eixo de rotação binário e um plano reflexo. Permite 13 grupos espaciais. Os cristais deste sistema em geral apresentam apenas um eixo de simetria binário, ou um único plano de simetria, ou a combinação de ambos. Possuem três eixos cristalográficos, todos com comprimentos diferentes. Dois eixos formam um ângulo oblíquo entre si, sendo o terceiro perpendicular ao plano formado pelos outros dois.

- Triclínico — agrupa todos os casos que não podem ser acomodados em qualquer dos restantes sistemas, exibindo apenas simetria translacional ou inversão. Permite apenas 2 grupos espaciais. Os cristais com este sistema caracterizam-se pela ausência de eixos ou planos de simetria, apresentando três eixos cristalográficos com comprimentos desiguais e oblíquos entre si.

Uma análise do grau de simetria de cada um dos sistemas acima apontados permite concluir que o mais simples, e o mais simétrico, é o cúbico, já que apresenta a simetria do cubo, beneficiando da isometria das suas faces. Os restantes seis sistemas ordenam-se de acordo com a seguintes sequência decrescente de simetria: hexagonal, tetragonal, romboédrico, ortorrômbico, monoclínico e triclínico.
O sistema hexagonal é frequentemente considerado como sendo uma variante do sistema trigonal, já que é possível, sem alterar as simetrias, a partir de um produzir o outro.

### Redes de Bravais
Por sua vez, em função das possíveis localizações das partículas (átomos, íons ou moléculas) na célula unitária, estabelecem-se 14 estruturas cristalinas básicas, as denominadas redes de Bravais (ver tabela à direita).
Uma rede de Bravais é um conjunto de pontos construídos por translação de um único ponto em intervalos discretos determinados por um conjunto de vectores denominados vectores base. Todos os materiais cristalinos até agora identificados pertencem a um dos 14 arranjos tridimensionais correspondentes às estruturas cristalinas básicas de Bravais. As excepções conhecidas são os quasecristais de Shechtman, os quais contudo não são verdadeiros cristais por não possuírem uma malha com repetição espacial uniforme. 
A estrutura de cada cristal pode ser representada por uma das estruturas constantes da tabela, agrupando-se depois num dos sete sistemas de cristalização. Cada uma das estruturas agrega uma célula unitária, contendo átomos em coordenadas específicas de cada ponto da malha cristalina. Por incluir a célula unitária, a simetria do cristal pode ser mais complexa que a simetria da respectiva malha cristalina.

### Grupos pontuais e espaciais
O grupo cristalográfico pontual, ou classe do cristal, é o conjunto de simetrias não translacionais que podem ser executadas deixando um ponto do cristal fixo. A partir dos sete sistemas de cristalização é possível obter 32 classes de cristal distintas.
O grupo espacial da estrutura de um cristal é composto pelo conjunto das simetrias translacionais e do grupo pontual. Daí resultam 230 grupos espaciais distintos, distribuídos (ver acima) pelos diversos sistemas de cristalização.

### Relações de simetria nos cristais
Os cristais podem ser agrupados em 32 classes, ou grupos pontuais, de acordo com os números de eixos de rotação e planos de reflexão que permitem sob condição de manter invariante a malha cristalina. Essas classes, por indiciarem a assimetria estrutural do cristal, e a consequente assimetria na distribuição de cargas eléctricas, correspondem a importantes variações no comportamento piezoeléctrico e piroeléctrico dos materiais.

#### Piezoelectricidade e polarização
Das 32 classes de simetria, 20 apresentam actividade piezoeléctrica, coincidindo com aquelas classes que não têm centro de simetria. 
Apesar de qualquer material não condutor desenvolver uma polarização dieléctrica quando submetido a um campo eléctrico, há materiais que desenvolvem polarização mesmo na ausência de campos. Tais materiais são designados por polares, sendo esta propriedade determinada exclusivamente pela estrutura cristalina. Apenas 10 das 32 classes de cristais exibem comportamento polar. Todos os materiais polares são simultaneamente piezoeléctricos.

#### Materiais ferroeléctricos
Algumas estruturas cristalinas, com destaque para a perovskite e materiais similares, exibem comportamento ferroeléctrico. Esta propriedade é análoga ao ferromagnetismo, já que na ausência de um campo eléctrico aquando da produção do cristal, este não exibe polarização, ganhando-a de forma permanente apenas quando exposto a um campo eléctrico de magnitude significativa. Este comportamento é em tudo semelhante à magnetização do ferro.
Esta polarização induzida pode ser revertida pela aplicação de um campo de polarização inversa de magnitude adequada. 
Apesar de designados por ferroeléctricos, os cristais que possuem esta propriedade não têm necessariamente ferro na sua composição, já que a propriedade se deve exclusivamente à assimetria na estrutura cristalina, a qual é independente da composição química.